# 恩達瑟拉塞河
13°29′28″N 39°12′36″E / 13.491°N 39.21°E

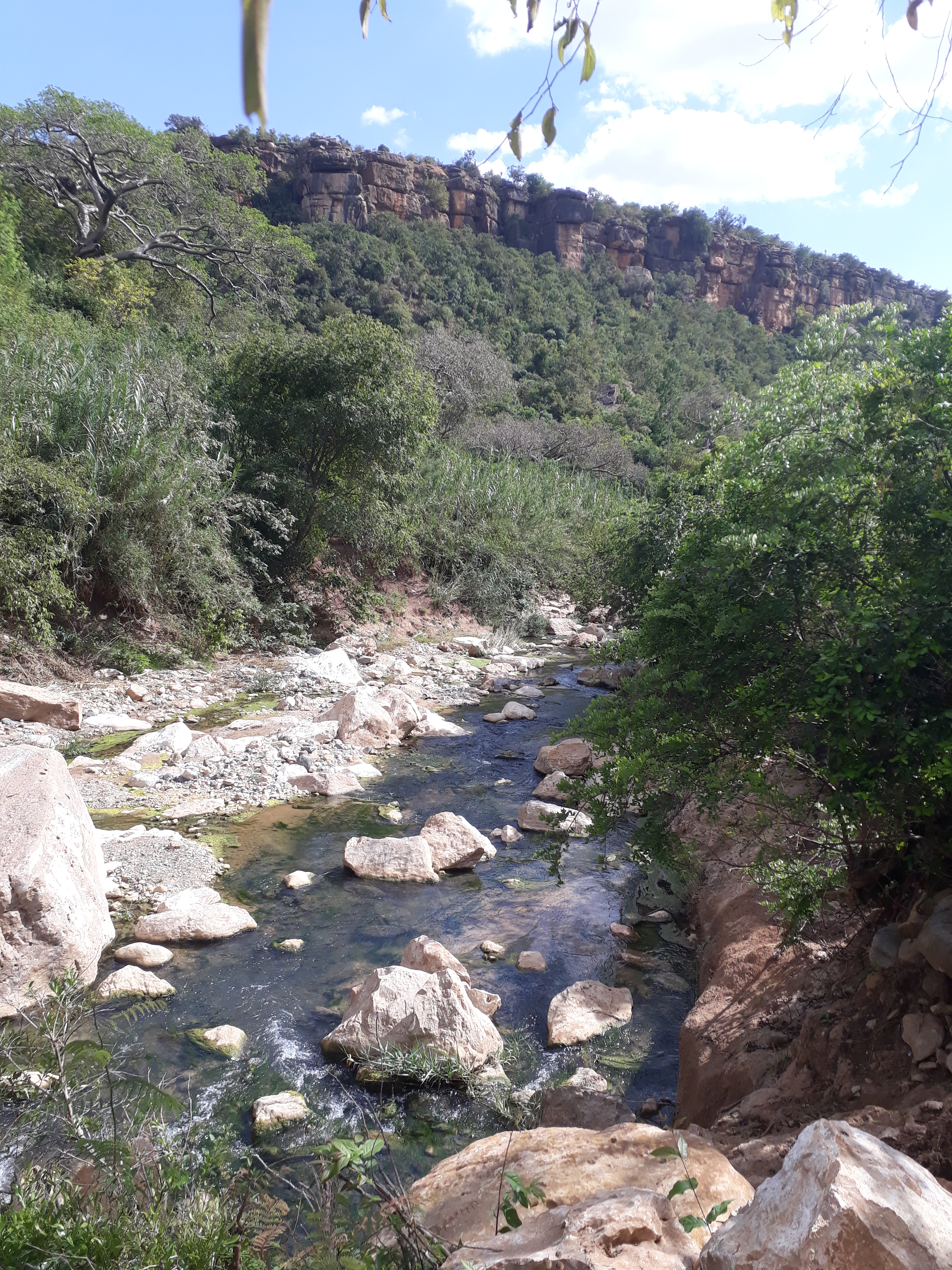

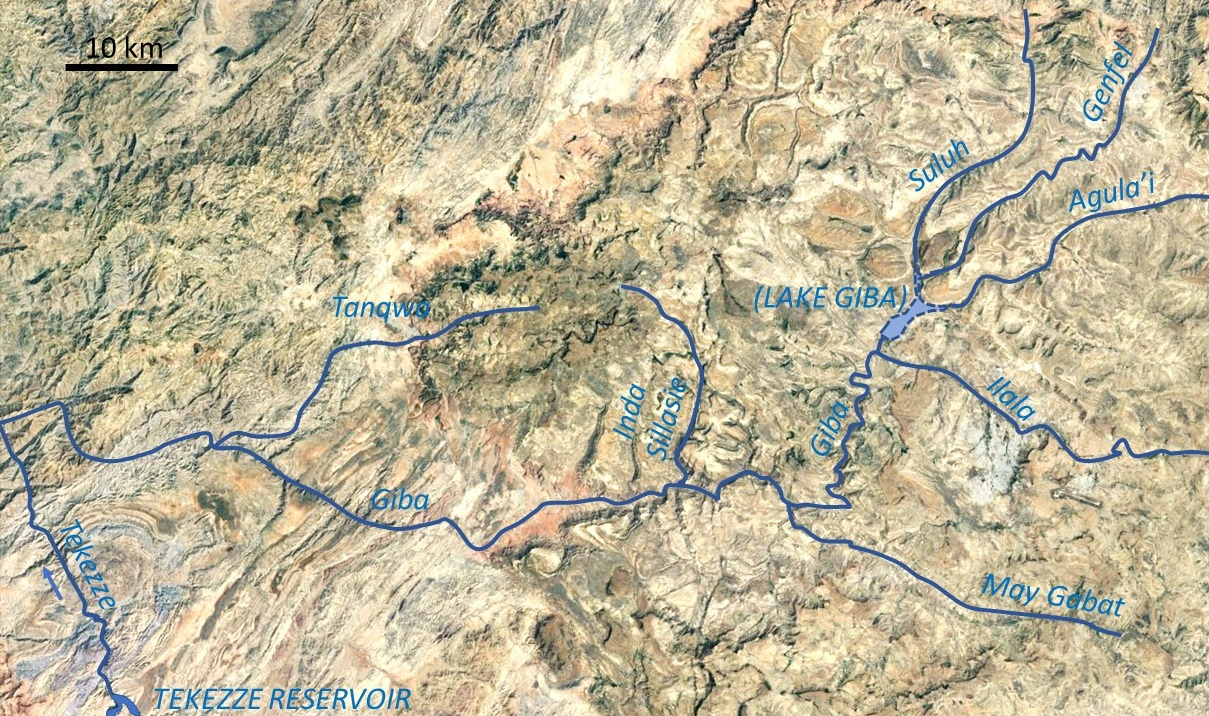

恩達瑟拉塞河是埃塞俄比亞的河流，位於該國北部，處於提格雷州，屬於吉巴河的支流，河道全長19公里，流域面積121平方公里，河床上的巨石和鵝卵石可能來自流域上游。